# Malcolmia
Malcolmia là chi thực vật có hoa trong họ Cải.